# Професія — слідчий
«Професія — слідчий» (рос. «Профессия — следователь») — російський радянський художній фільм 1982 року режисера Олександра Бланка. Телесеріал.

## Сюжет
В основі сюжету — розслідування справи про розкрадання державної власності. Герой фільму — старший слідчий з особливо важливих справ.

## У ролях
- Георгій Бурков —  Слідчий Борис Іванович Антонов
- Еммануїл Віторган —  адвокат Віктор Веніамінович Ликін
- Армен Джигарханян —  Анатолій Крупанін, партнер Ликіна по афері
- Ірина Мірошниченко —  Наташа, жінка Крупаніна
- Микола Пастухов —  Микола Миколайович Губанов
- Ігор Овадіс —  Алік, слідчий
- Михайло Лобанов —  Гена, слідчий
- Сергій Приселков
- Юрій Гребенщиков
- В'ячеслав Баранов
- Всеволод Шиловський
- Сергій Яковлєв
- Микола Прокопович
- Юрій Соловйов
- Григорій Острін
- Інга Будкевич
- Аріадна Шенгелая
- Болот Бейшеналієв —  Шурпєтов, партнер Ликіна по афері
- Олександр Пашутін —  Федотов, партнер Ликіна по афері
- Олександр Лазарев —  Мітя, син академіка Вєкшина
- Клара Лучко —  мама Міті
- Юрій Шерстньов
- Микола Парфьонов
- Валентина Ушакова
- Валентина Коротаєва
- Набі Рахімов
- Джавлон Хамраев
- Михайло Данилов
- Джемал Мониави
- Всеволод Шестаков
- Леонід Ярмольник
- Андрій Крюков
- Іван Агафонов

## Творча група
- Автори сценарію: — Іван Менджерицький
- Режисери-постановники: — Олександр Бланк
- Оператор-постановник: — Микола Васильков
- Композитори: — Едуард Хагагортян